# Martial Law
Martial Law, conhecida no Brasil como Um Policial da Pesada, é uma série que retrata o cotidiano dos policiais da cidade de Los Angeles, com muita ação e muito bom humor. Estrelou o então ator Sammo Hung, conhecido por atuar com Bruce Lee e Jackie Chan. A série foi produzida e transmitida nos Estados Unidos pela CBS e no Brasil passou pela Rede Record em 2003 e atualmente é exibido na Rede Bandeirantes

## Sinopse
Sammo Law é um policial de Los Angeles lendário na China. Forte e habilidoso com artes marciais, ele logo conquista o respeito e admiração do chefe Benjamin Winship e dos parceiros, Louis Malone e Dana Doyle. Sua protegida, a policial chinesa Grace Chen, também se junta ao grupo para trazer tranqüilidade às ruas da Cidade dos Anjos.

## História

### 1° Temporada
- Sammo é enviado pelo governo chinês para prender um velho chamado Lee Nemesis Hei.  Ele descobre que sua discípula, Pei Pei, havia se infiltrado no império criminoso de Hei Lee's. Sua meta é capturar Hei Lee, e terminar a sua organização criminosa.

### 2° Temporada
- Winship se aposenta. Louis se transfere para Policia de Nova York.. Law decide ficar em Los Angeles e agora está com Pei Pei. O departamento também recebe um novo capitão, Amy Dylan, que pensa que o caminho de Sammo polícia não é a melhor maneira de lidar com as coisas. I. Além disso, existem sinais de uma sociedade secreta cujos membros incluem o filho de Law perdido há muito tempo. Embora Law decida voltar para a China no último episódio, uma linha de diálogo deixada em aberto a possibilidade de aparição.

## Elenco
Personagens primários
- Sammo Hung como Sammo Law "Kam Bo"
- Arsenio Hall como Terrell Parker
- Kelly Hu como Grace "Pei Pei" Chen
- Gretchen Egolf como  Amy Dylan
- Tammy Lauren como Dana Dickson
- Louis Mandylor como Louis Malone
- Tom Wright como Capitão Benjamin Winship

Personagens secundários
- Erik Betts como Attorney
- Julia Campbell	como Melanie George
- Tzi Ma	como Lee Hei
- David Leitch como David Hasbro
- Natalie Raitano como Ivana Bock
- Christina Ma como Mei Ling
- James Hong como Weng Chu
- Tim Curry como The One
- Neal McDonough	como Kyle Strode

## Episódios
| Temporada    | Episódios | Episódio de Abertura | Episódio de Encerramento |
| ------------ | --------- | -------------------- | ------------------------ |
| 1ª Temporada | 22        | Expresso de Shanghai | Fim de Jogo              |
| 2ª Temporada | 22        | Sammo Blammo         | Conflito Final 2         |

## Dublagem
| Personagem               | Ator           | Voz                           |
| ------------------------ | -------------- | ----------------------------- |
| Sammo Law "Kam Bo"       | Sammo Hung     | Sérgio Galvão                 |
| Terrell Parker           | Arsenio Hall   | Fábio Villalonga              |
| Louis Malone             | Louis Mandylor | Sérgio Moreno                 |
| Gracie "Pei Pei" Chen    | Kelly Hu       | Marli Bortoletto              |
| Amy Dylan                | Gretchen Egolf | Fátima Mourão e Cecília Lemes |
| Capitão Benjamin Winship | Tom Wright     | Armando Tiraboschi            |
| Dana Dickson             | Tammy Lauren   | Denise Simonetto              |
| Lee Hei                  | Tzi Ma         | Fábio de Lucca                |

## Emissoras de exibição
| País(es)       | Título Local          | Emissora                    | Período de Exibição       |
| -------------- | --------------------- | --------------------------- | ------------------------- |
| Argentina      | ?                     | Telefe                      | 2003-2006                 |
| Estados Unidos | Martial Law           | CBS FOX                     | 1998-2000                 |
| Brasil         | Um Policial da Pesada | Rede Globo Rede Record Band | 2003-2005 2005 - presente |
| França         | Le Flic de Shanghaï   | ?                           | ?                         |

## Curiosidades
- Na série , é feita intensa propaganda do filme A Hora do Rush , pois Sammo é muito amigo de Jackie Chan
- O filme A Hora do Rush e a série são muitos semelhantes no enredo.
- A série possui um episódio que é a continuação de outro seriado chamado Walker, Texas Ranger
- A série fez um crossover com a série Early Edition, no episódio Play It Again Sammo da terceira temporada de Early Edition. No episódio, Sammo está perseguindo um ladrão até Chicago na tentativa de capturar um antigo artefato chinês roubado e é ajudado por Gary Hobson.

## DVD
- Apesar da pressão dos fans americanos , ainda não foi produzido nenhum DVD  da série.